# 上杉勝延
上杉 勝延（うえすぎ かつのぶ）は、江戸時代中期の出羽米沢藩主上杉家の一族。
元禄11年（1698年）、米沢藩4代藩主・上杉綱憲の五男として誕生する。
『寛政重修諸家譜』では実子は3女のみとしており、長女は高方大学直堅の室になるが、後に離別して畠山義紀の継室となる。また、三女の琴は明和7年（1770年）に勝延の妹・豊姫の孫である上杉治憲の側室となる。
明和9年（1772年）、死去した。